# Lounge

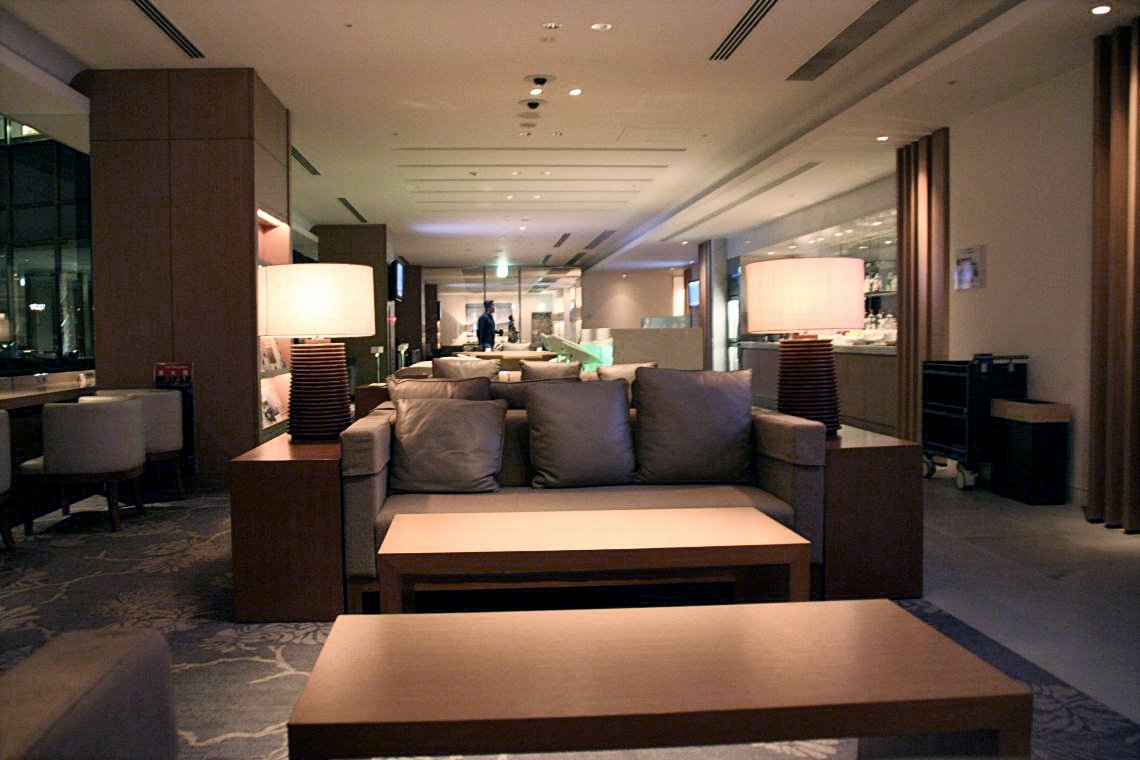
Flughafenlounge im Flughafen Tokio-Narita

Als Lounge /laʊndʒ/ (von engl. lounge „Aufenthaltsraum“; Mehrzahl: Lounges) bezeichnet man (u. a.) einen exklusiven Warte- oder Aufenthaltsraum für Reisende – vor allem in Flughäfen und Bahnhöfen. Auch in modernen, großen Sportstadien sind teilweise Lounges zu finden.
Als Lounge werden auch Rezeptionsbereiche und Empfangsräume in Hotels (Lobbys)  bezeichnet, wenn diese über komfortable Sitzgelegenheiten verfügen. Ebenso wird Lounge als Bezeichnung für Bars oder Teilbereiche in ihnen mit ruhiger Atmosphäre verwendet – darüber hinaus für einen speziellen Bereich in den Triebköpfen der ICE 3 und ICE-T-Züge der Deutschen Bahn mit Aus- und Einblick auf den Führerstand. Siehe dazu Lounge (ICE).

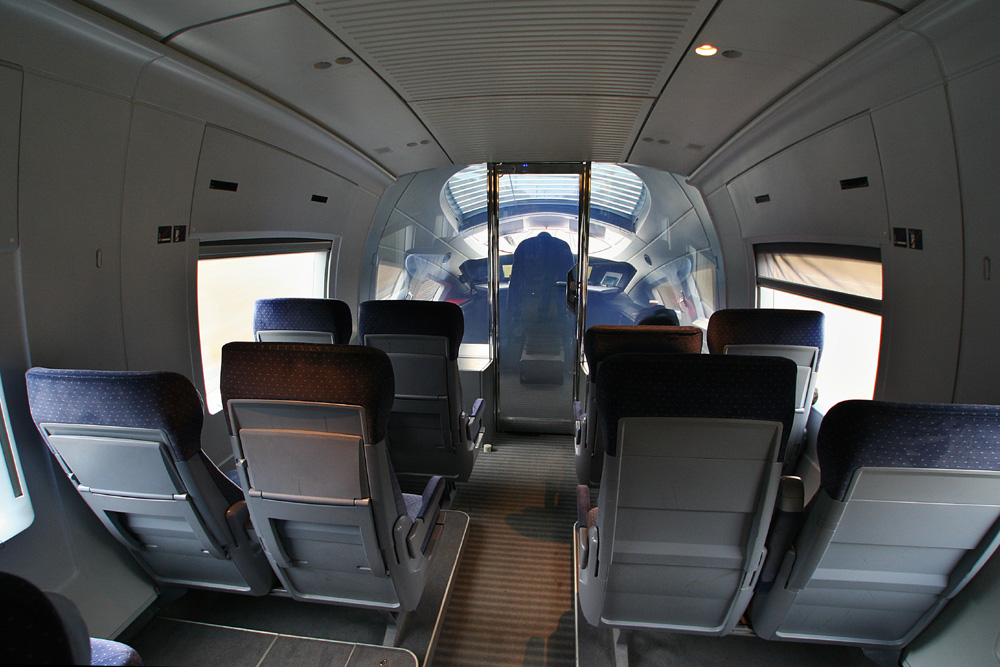
Lounge der zweiten Klasse im ICE 3 mit Blick auf den Führerstand

## Allgemeines
Lounges sollen den Gästen die Zeit bis zur Weiterreise oder den Aufenthalt möglichst angenehm machen. Sie sind im Unterschied zu offenen Wartehallen meistens kostenpflichtig oder nur in Verbindung mit einer Buchung in einer höheren Klasse oder mit einem bestimmten Status, beispielsweise durch Kundenbindungsprogramme, zugänglich. Fast allen Lounges ist gemein, dass die Gäste von einer Rezeption empfangen werden. Hier wird zunächst die Zutrittsberechtigung geprüft (dies kann z. B. auch durch Chipkarten erfolgen). Des Weiteren kann hier die erste Gästebetreuung erfolgen (Begrüßung, knappe Vorstellung der Räumlichkeiten, Beantwortung von Fragen und Entgegennahme von Anliegen).

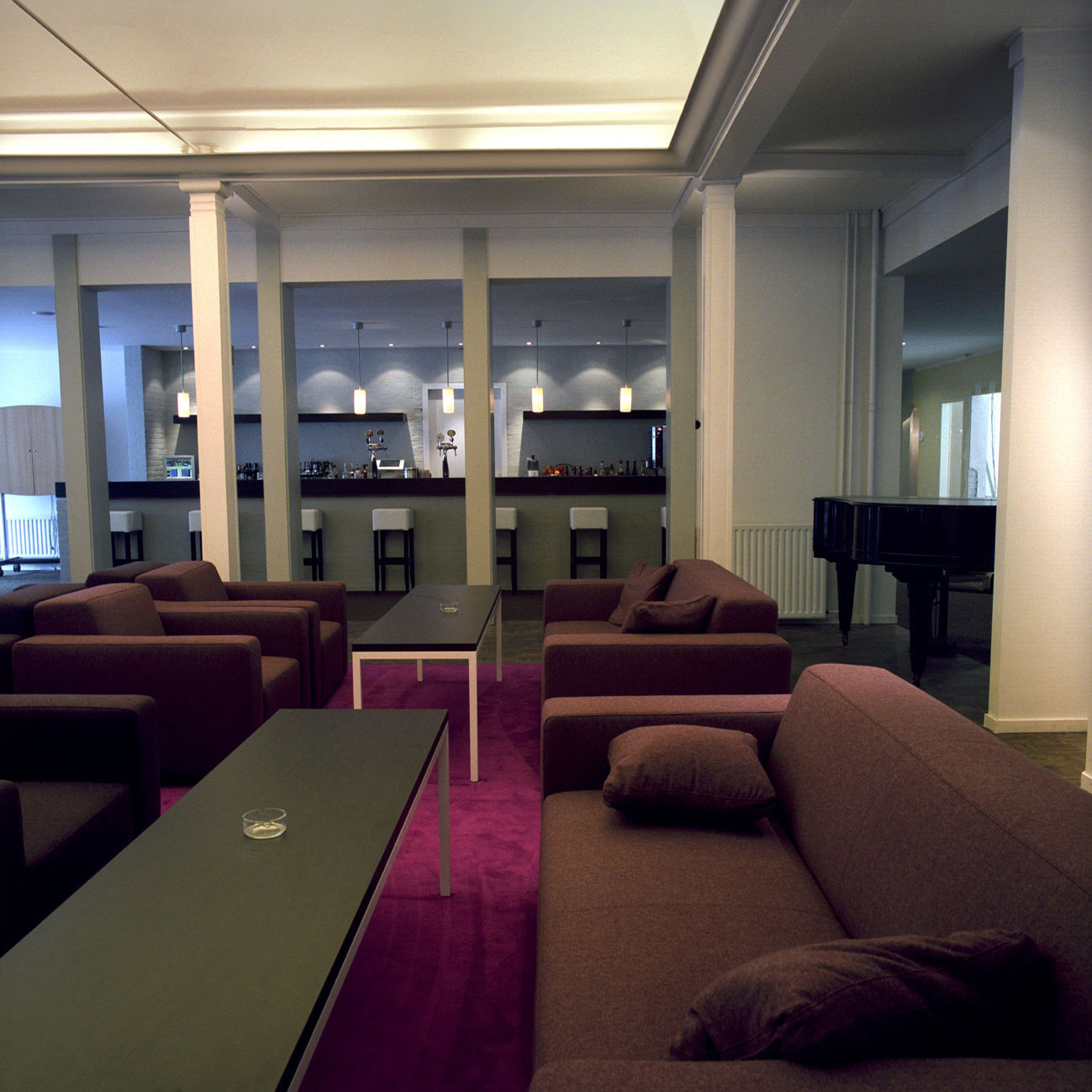
Lounge im ISVW-Hotel in Leusden bei Utrecht

Lounges sind meist großzügig und modern gestaltet. Eine entspannte – insbesondere ruhige – Atmosphäre wird üblicherweise mit niedrigen und weichen Sitzmöbeln, Teppichen, leichter Lounge-Musik, sowie gedämpftem Licht erreicht. Die Ausstattung und die Intensität der Betreuung von Loungebenutzern hängt stark vom Anbieter und dem Status des Gastes ab.
In vielen Lounges wird bedient, seltener gibt es auch Systeme mit Selbstbedienung (z. B. in DB Lounges). Als Gast erhält man beispielsweise Getränke oder leichte, einfache Speisen und Snacks. Viele Loungebetreiber stellen alkoholfreie Getränke kostenlos zur Verfügung.
Eine VIP-Lounge ist ein Bereich, der einem prominenten Personenkreis vorbehalten ist. Bekannt sind VIP-Lounges v. a. bei Sportveranstaltungen (Formel 1, Fußball, Tennis).
Von einer Business-Lounge spricht man, wenn die Lounge Möglichkeiten für die Benutzer bereithält, dort zu arbeiten, also beispielsweise Internet-Zugang oder Steckdosen für Notebooks vorhanden sind.

## Anbieter
Die weitaus größte Anzahl an Lounges haben Fluggesellschaften, die ihren Gästen vor Ort eine Erholungs- und Erfrischungsmöglichkeit bieten möchten. Die Ausstattung und Betreuung in Flughafenlounges ist teilweise sehr luxuriös.

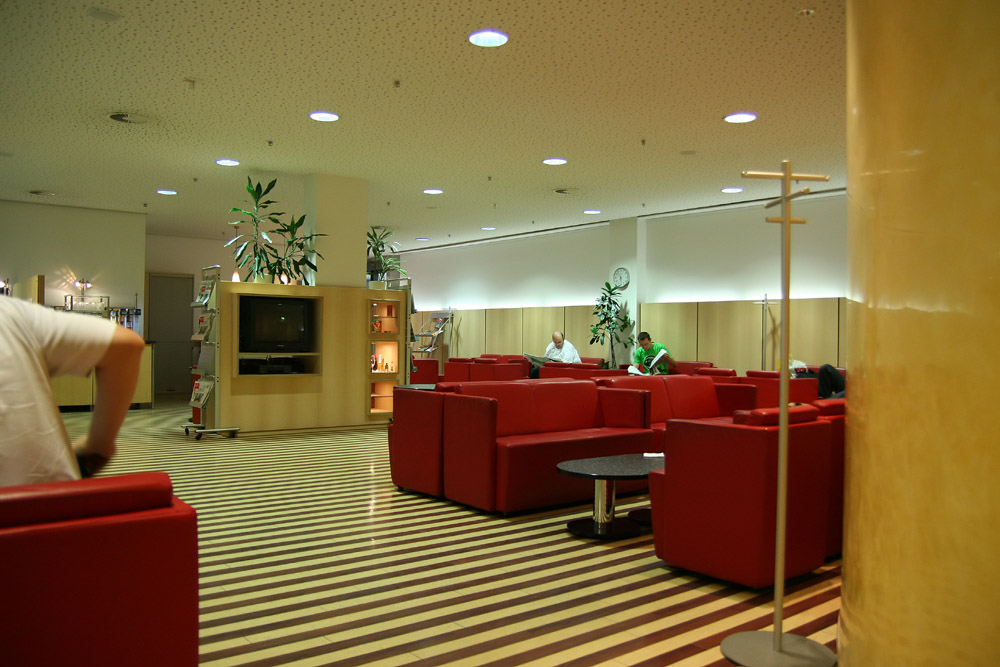
DB Lounge München

Auch die Mitglieder des europäischen Eisenbahnhochgeschwindigkeitsverbundes Railteam betreiben insgesamt 36 Lounges an ihren größten Bahnhöfen. Diese in Deutschland als DB Lounge bezeichneten Wartebereiche sind Reisenden Erster Klasse und bahn.comfort-Kunden vorbehalten und bieten erhöhten Komfort und Service.
In Österreich stehen ebenfalls eigene Lounges der ÖBB (ÖBB Club Lounge) für Besitzer von Erste-Klasse-Tickets oder der Österreichcard 1. Klasse an einigen großen Bahnhöfen zur Verfügung.
In der Schweiz betrieben die SBB an den Hauptbahnhöfen Zürich und Genf bis Ende 2016 eine Lounge für 1. Klasse-Kunden.